# Landschaftsarchitekt

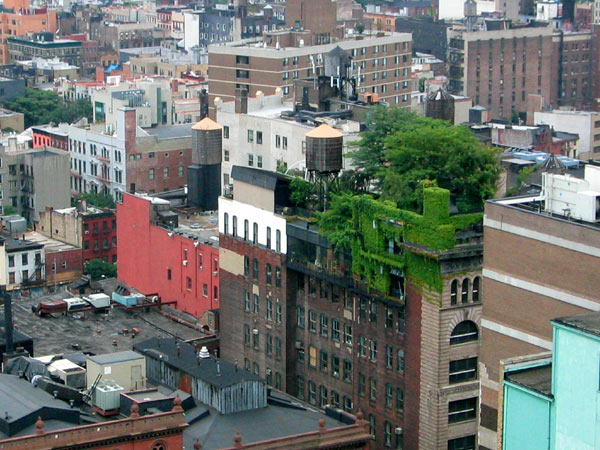
Dachbegrünung, eine Aufgabe der Gärtner und Dachdecker nach Ideen und Genehmigungen von Städtebauplanern, Berechnungen von Statikern und Pflanzplänen von Landschaftsarchitekten

Landschaftsarchitekt ist eine Berufsbezeichnung für Diplom-Ingenieure mit Fachhochschul- oder Universitätsabschluss in der Fachrichtung Garten- und Landschaftsarchitektur. An den verschiedenen deutschen Hochschulen werden für die entsprechenden Studiengänge auch die Begriffe Landespflege oder Landschafts- und Freiraumplanung verwendet.
Mittlerweile gibt es auch in Deutschland die Möglichkeit, gestufte Abschlüsse wie Bachelor oder Master of Landscape Architecture zu absolvieren.
Die Bezeichnung „Landschaftsarchitekt“ oder „Landschaftsarchitektin“ dürfen in Deutschland nur eingetragene Mitglieder der Architektenkammern tragen. Voraussetzung für die Eintragung in die von den Architektenkammern geführte Architektenliste ist – neben dem Nachweis eines einschlägigen Hochschulabschlusses – je nach Bundesland eine zwei- bis dreijährige Tätigkeit unter Anleitung eines Landschaftsarchitekten sowie der Nachweis eigenständig bearbeiteter Planungsleistungen. Bis vor wenigen Jahren war es noch üblich, vor Antritt des Studiums anstatt eines Praktikums eine Gärtnerlehre (meist im Garten- und Landschaftsbau, Baumschulen oder Staudenbau) zu absolvieren, was auch heute noch von Berufspraktikern empfohlen wird.
Landschaftsarchitekten können sowohl freiberuflich als auch angestellt oder beamtet in Verwaltungen oder Organisationen tätig sein. Auftraggeber freiberuflicher Landschaftsarchitekten sind Behörden, Organisationen, Unternehmen oder Privatpersonen.

## Geschichte
Der Begriff Gartenarchitekt erschien in der Literatur erstmals bei Johann Georg Sulzer 1778. Im Allgemeinen sprach man aber im 18. und 19. Jahrhundert vom Gartenkünstler. Um 1900 ersetzte der Begriff Gartenarchitekt (auch Gartenbauarchitekt) die Bezeichnung Gartenkünstler. Gleichzeitig kam der Begriff Landschaftsarchitekt auf, der auf das amerikanische landscape architect und das französische architect-paysagiste zurückgeht. Allgemein üblich wurde diese Bezeichnung erst nach 1945.
Von 1934 bis 1945 war in Deutschland die Bezeichnung Garten- oder Landschaftsarchitekt verboten und durch Gartengestalter ersetzt. Voraussetzung für das Führen der Berufsbezeichnung war in dieser Zeit die Mitgliedschaft im Bund Deutscher Gartengestalter innerhalb der Reichskammer der bildenden Künste.
Als Nachfolgeeinrichtungen wurden nach 1950 in den einzelnen westdeutschen Bundesländern Architektenkammern eingerichtet. Nach den Landesgesetzen über die Errichtung von Architektenkammern wird die Berufsbezeichnung Garten- und Landschaftsarchitekt durch Gesetz verliehen und darf nur von Mitgliedern der Architektenkammern geführt werden.
In der DDR, wo es keine Architektenkammer gab, war für die Berufsausübung und das Führen der Berufsbezeichnung Landschaftsarchitekt lediglich die Ausbildung in Landschaftsarchitektur maßgeblich.

## Tätigkeitsspektrum
Der Landschaftsarchitekt befasst sich mit der Gestaltung von Landschaft bzw. der Freiräume innerhalb und außerhalb der Städte, Dörfer und Gemeinden. Dazu erstellt er verschiedene Pläne und begleitet deren praktische Umsetzung, etwa als Bauleiter. Thematisch reicht die Spanne von rein gestalterischen bis hin zu ökologischen Fragen.

### Konzeptionelle Fachplanungen im Freiraum

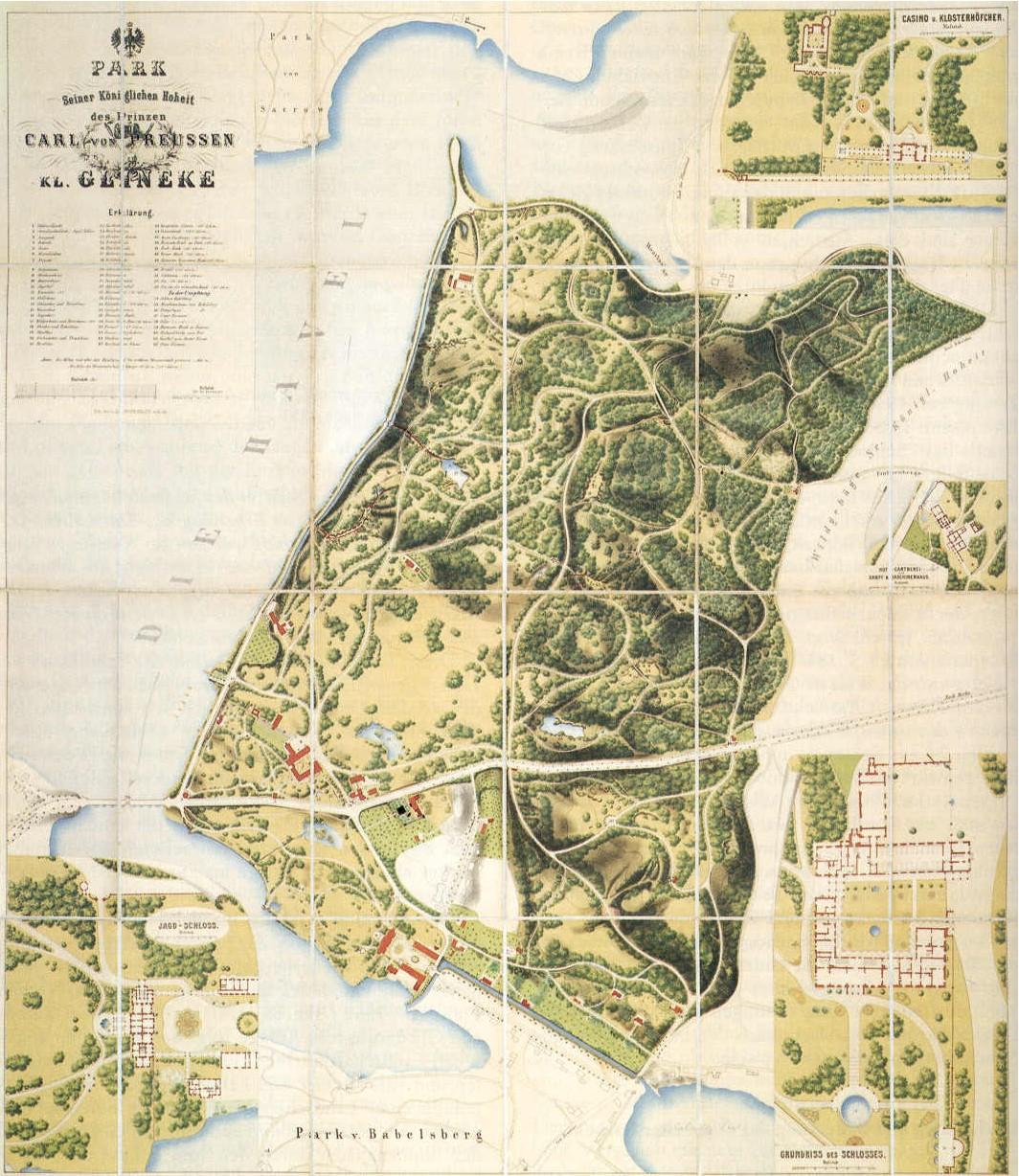
Plan der Parkanlage von Glienicke

Mögliche Tätigkeiten sind städtebauliche Grünkonzepte, Gestaltungs- und Aktionskonzepte zur Begegnung städtischer Probleme und Aufgaben im Zuge der Konversion von Industriebrachen, Schrumpfungsprozessen, Grünversorgungs- und Erholungskonzepten, der Tourismusplanung und der nachhaltigen Entwicklung der Städte und Gemeinden.

### Objektplanung
Der objektgestalterische Bereich ist großmaßstäblicher als die zuvor beschriebenen fachplanerischen Tätigkeiten. Zur Objektplanung gehören Vorentwurf, Entwurf, Genehmigungs- und Ausführungsplanung, begleitende Bauüberwachung, Erstellen von Vorgaben für durchzuführende Pflegeleistungen und die bau- und pflegetechnische Fachberatung der Bauherrschaft im privaten, gewerblichen und öffentlichen Bereich.
Die Aufgaben sind entsprechend den unterschiedlichen Maßstabsebenen und der unterschiedlichen Auftraggeberstruktur vielfältig. Sie reichen von Gartenberatung für Privatgärten, öffentlichen Plätzen, Hofbegrünungen, Gestaltungen von Gewerbeflächen, Sport- und Spielplätzen, bis hin zur Gartendenkmalpflege und Renaturierungen im Naturschutzbereich. In einigen Bereichen spezialisieren sich die Landschaftsarchitekten, etwa zum Golfarchitekten.

### Bauleitplanung
Innerhalb der Bauleitplanung bearbeiten Landschaftsarchitekten dann unter anderem Landschaftspläne (LP), Umweltverträglichkeitsstudien (UVS), Landschaftspflegerische Begleitpläne (LBP) und Grünordnungspläne (GOP). Letztere sind grünordnerische Fachgutachten zum rechtsverbindlichen Bebauungsplan (B-Plan) während Landschaftspläne je nach Länderregelung verbindlich oder gutachterlich in Flächennutzungspläne integriert oder parallel erarbeitet werden.
Bestandteil dieser Planungen sind alle Umweltaspekte, darunter auch der Naturschutz.
Seit dem Inkrafttreten des neuen BauGB 2004 wird im § 2 Nr. 2 die Erstellung eines Umweltberichtes nach Anlage 1 des Baugesetzbuches gefordert. Auch dieser Umweltbericht wird - in Verbindung mit entsprechenden Fachgutachtern der unterschiedlichen Disziplinen – durch den Landschaftsarchitekten erstellt. Ziel ist es hierbei, die Umweltauswirkungen einer geplanten Bebauung im Rahmen der Bauleitplanung zu ermitteln und zu bewerten.

## Studienmöglichkeiten

### Deutschland
an Universitäten
- Technische Universität Berlin
- Technische Universität Dresden
- Leibniz Universität Hannover: Studiengänge Landschaftsarchitektur und Landschaftsplanung
- Universität Kassel: Studiengänge Architektur, Stadt- und Landschaftsplanung
- Technische Universität München: Bachelor-Studiengang Landschaftsarchitektur und Landschaftsplanung (Weihenstephan) und Master-Studiengang Landschaftsarchitektur

an Fachhochschulen/Hochschulen:
- Hochschule Anhalt
- Technische Fachhochschule Berlin
- Hochschule für Technik und Wirtschaft Dresden (FH)
- Fachhochschule Erfurt
- Hochschule Geisenheim
- Fachhochschule Neubrandenburg
- Hochschule für Wirtschaft und Umwelt Nürtingen-Geislingen
- Fachhochschule Osnabrück
- Technische Hochschule Ostwestfalen-Lippe, Studienort Höxter
- Hochschule Weihenstephan-Triesdorf

### Finnland
- Aalto-Universität

### Frankreich
- École nationale supérieure de paysage de Versailles

### Schweden
- Schwedische Universität für Agrarwissenschaften

### Schweiz
an Fachhochschulen/Hochschulen:
- Hochschule für Technik Rapperswil
- Haute école du paysage, d'ingénierie et d'architecture Genève
- ETH Zürich, Master for Landscape Architecture

### Österreich
- Universität für Bodenkultur Wien

## Verbände
Die bundesweite Fachvereinigung ist in Deutschland der Bund Deutscher Landschaftsarchitekten (BDLA), in der Schweiz der Bund Schweizer Landschaftsarchitekten und Landschaftsarchitektinnen (BSLA), in Österreich die Österreichische Gesellschaft für Landschaftsplanung und Landschaftsarchitektur (ÖGLA). Die internationale Dachorganisation ist die International Federation of Landscape Architects (IFLA).